# Ctenomys mendocinus
Espèce
Statut de conservation UICN

 LC  : Préoccupation mineure
Ctenomys mendocinus est une espèce de rongeurs de la famille des Ctenomyidae. Comme les autres membres du genre Ctenomys, appelés localement des tuco-tucos, c'est un petit mammifère d'Amérique du Sud bâti pour creuser des terriers. Ce rongeur est endémique d'Argentine.
L'espèce a été décrite pour la première fois en 1869 par le naturaliste germano-chilien Rodolfo Amando Philippi (1808-1904).